# Kostel svatého Jana Křtitele (Mlázovy)
Kostel svatého Jana Křtitele se nachází v obci Mlázovy v blízkosti zámeckého areálu. Jedná se o raně gotickou stavbu, která byla později barokně upravena.
Kostel situován při jihozápadním okraji obce, přímo sousedící se zámkem Mlázovy a zámeckým parkem. První písemná zmínka o vsi a kostele pochází z r. 1361.

## Historie
První písemné zprávy o panství Mlázovy pocházejí z první třetiny 16. století, kdy existují záznamy o Janu Mlázovském z Těšnice a Petru Mlázovském z Těšnice na Mlázovech. Rod Jindřicha Tomka z Čejkov zde zůstává až do roku 1694. Potom tvrz s poplužním dvorem, pivovarem, chmelnicemi, zahradami a sady kupuje Jan Václav Příchovský z Příchovic. Od roku 1689 spadají Mlázovy pod farnost Kolinec. V roce 1712 se gotická tvrz s poplužním dvorem stala majetkem Jana Viléma Bernklau ze Schönreuthu, který roku 1721 na jejím místě dostavěl nový barokní zámek. Celý majetek o 4 roky později přešel na jeho dceru Barboru Kateřinu, provdanou Bergovou. V květnu 1773 zřizuje další vlastník zámku Jan Josef Bořek Dohalský z Dohalic zámecké kaplanství a spravuje ho až do roku 1788. Pak se majitelé střídají častěji.

## Stavební fáze
Kostel v obci Mlázovy pochází pravděpodobně z 1. pol. 14. st. (udává se datace 1310-40). Do tohoto období spadá stavba presbytáře s klenbou, vítězný oblouk, ostění portálu lodi, okno presbytáře na východní straně a zřejmě západní štít lodi. Později byla postavena sakristie, která byla následně upravována, a to tak, že byla zbourána západní stěna sakristie. Zde tedy vznikl prostor, pro vestavbu schodiště k oratoři. V 18. st. proběhly zásadní úpravy kostela. V tomto období jsou v lodi a presbytáři předělána okna, probourává se západní stěna pro nový vstup do lodi (později zazděn), je postavena kruchta se schodištěm, vzniká nový severní vstup, je probouráno nové okno na východní stěně a je zaklenuta sakristie. Na počátku 20. st. je provedena výmalba interiérů, upraven záklenek severního portálu lodi a zřejmě i postaven přístavek u jižní stěny lodi. V letech 2003-2004 proběhla oprava krovů a položena nová střešní krytina.

## Popis
Až do 20. století sloužil kostel jako zámecká kaple. Jeho hlavní loď je polygonálně uzavřena pětibokým kněžištěm (presbytář) a opatřena sakristií a oratoří v patře. Presbytář s paprsčitě žebrovou klenbou je uprostřed zakončen hladkým svorníkem a prolomen čtyřmi okny z nichž pouze jedno s otvorem 15 cm je původní. Střechu kostela uzavírá cibulovitá kopule se zvonicí. Lomený oblouk s mělkým profilováním tvoří vchod na severní straně kostela. Hlavní loď kostela s plochým stropem je dlouhá 8,30 m a široká 7,60 m. Její interiér zdobí tři barokní oltáře se sochařskou výzdobou. Dochovala se původní křtitelnice a Madona s dítětem ze 14. století. V obvodní zdi kostelního hřbitova směrem na východ, je umístěna románská kaple.

## Stavební podoba
Kostel sv. Jana Křtitele v Mlázovech je orientovaná jednolodní stavba s pětiboce uzavřeným presbytářem bez opěrných pilířů, se čtvercovou sakristií po severní straně a oratoří v patře, bez věže. Loď kostela je širšího obdélného půdorysu, zatímco presbytář je užší, obdélný. Loď kostela je plochostropá se štukovým zrcadlem. Presbytář sklenut paprsčitou klenbou s žebry s klínovitým profilem. Kruchta není podklenuta. Interiér v presbytáři je osvětlen pěti okny, z nichž jedno je gotické, vysoké a úzké. Loď spolu s presbytářem jsou překryty sedlovou střechou, nad závěrem zkosenou do polygonální valby a nad sakristií je pultová střecha. Na západní straně se tyčí oplechovaná osmiboká věžička, tzv. sanktusník.

## Galerie

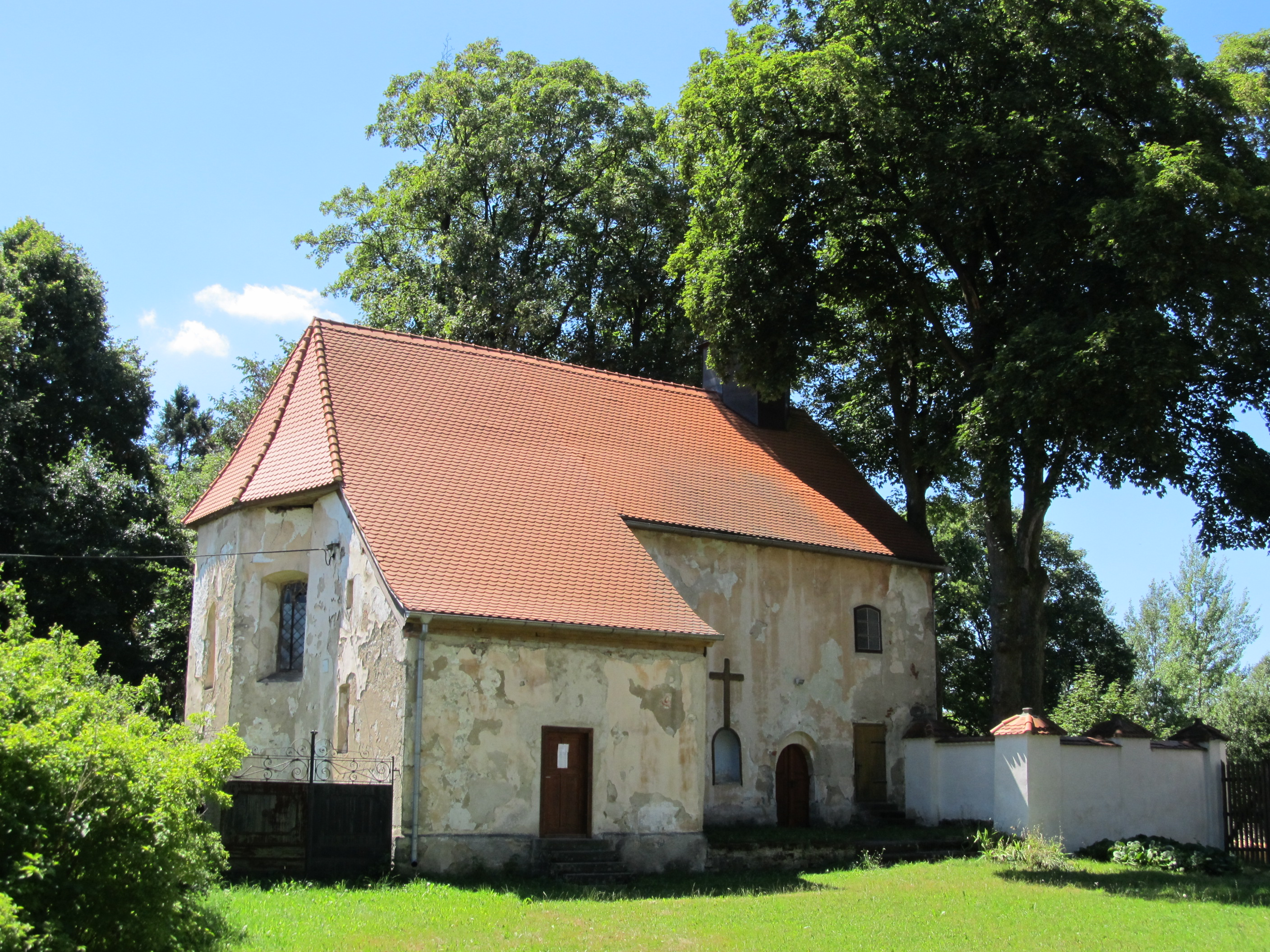
Kostel svatého Jana Křtitele před rekonstrukcí
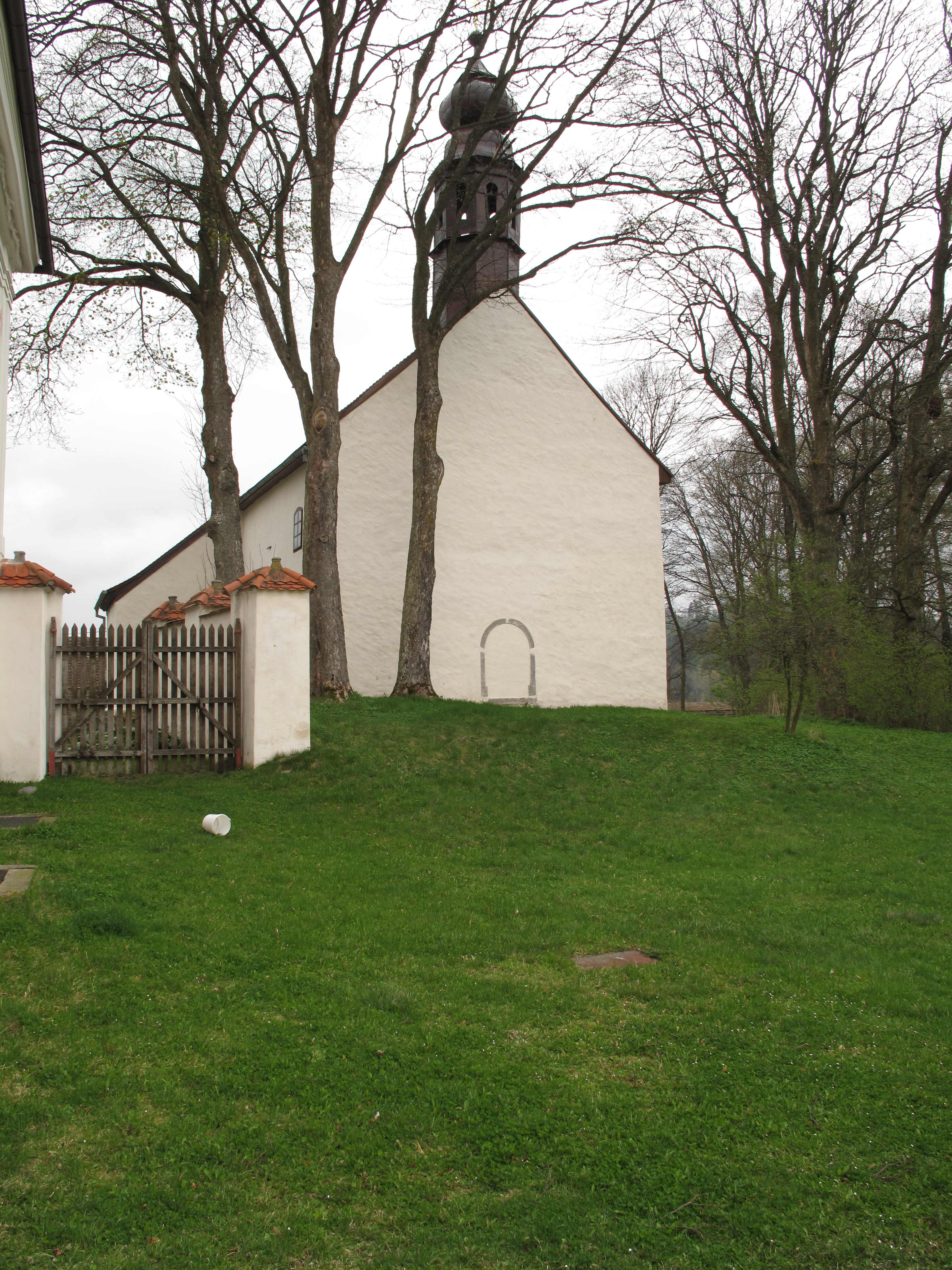
Západní strana původního vstupního portálu
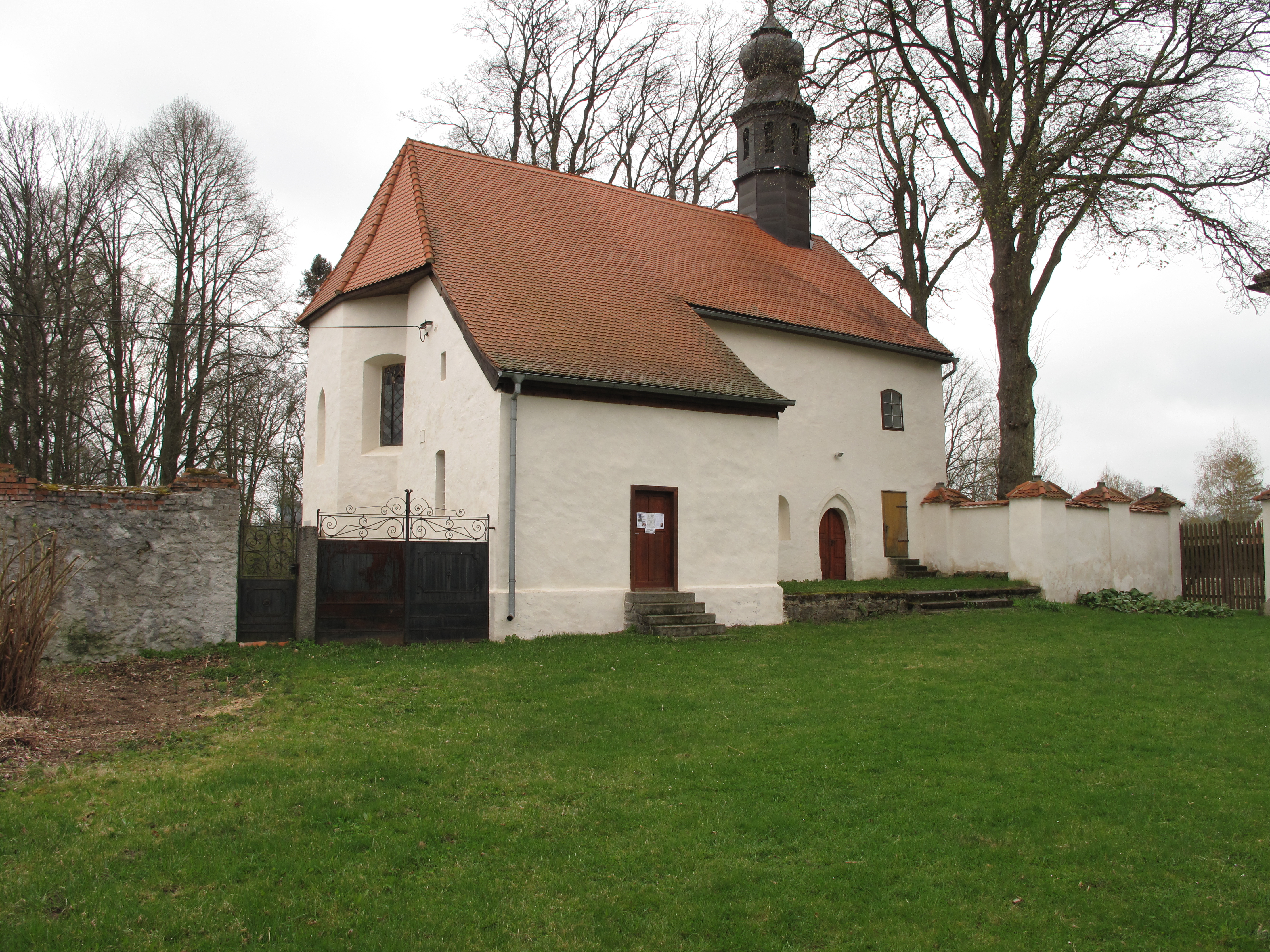
Severní strana gotické přestavby
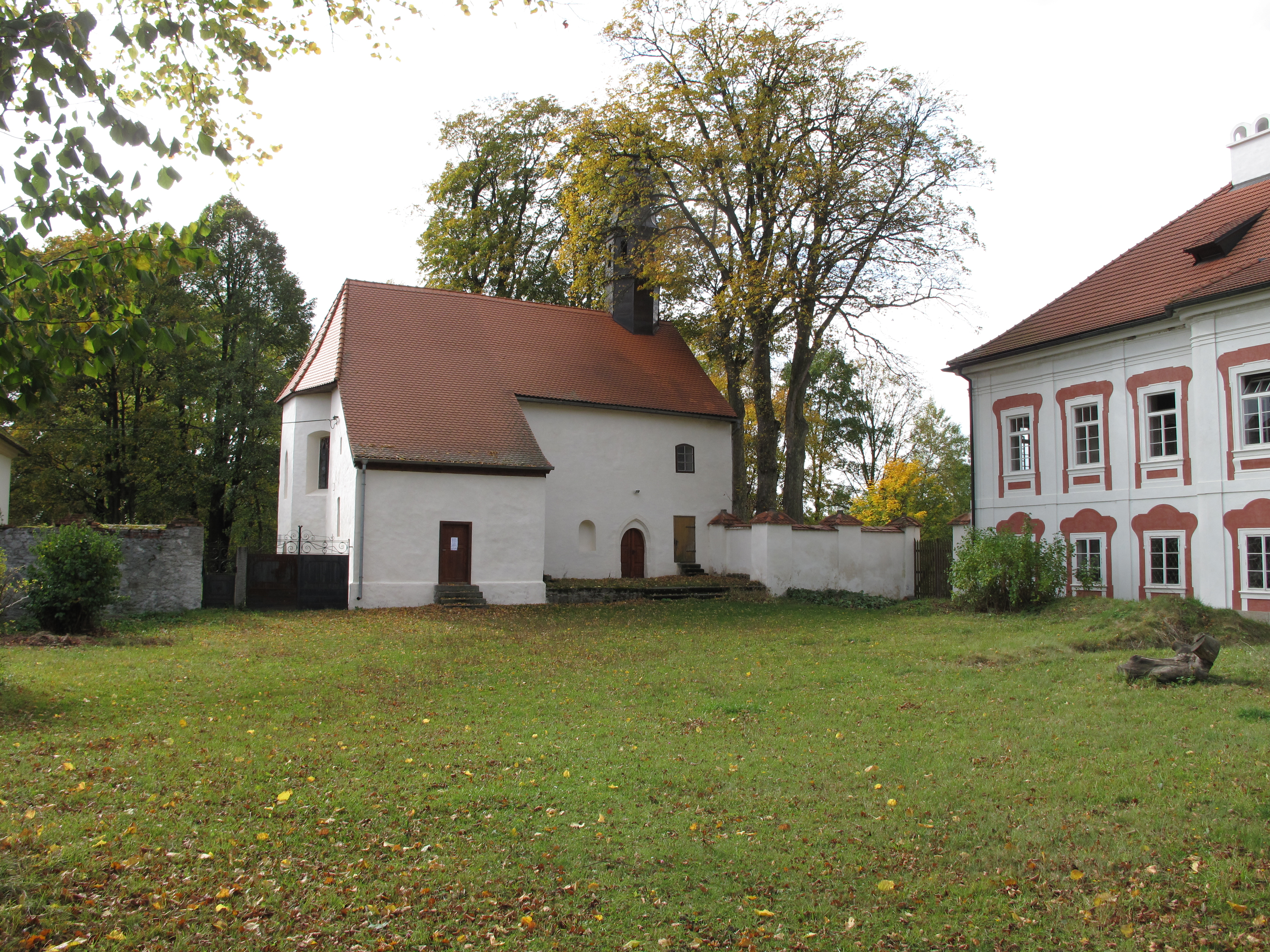
Pohled ze severu v blízkosti zámku